# باشگاه فوتبال نمان گرودنو
باشگاه فوتبال نمان گرودنو (بلاروسی: ФК Нёман Гродна) یک باشگاه فوتبال در شهر گرودنو بلاروس است. این باشگاه در لیگ برتر فوتبال بلاروس بازی می‌کند. این باشگاه در سال ۱۹۶۴ تأسیس شده‌است.